# Fuerteventura-Canarias
El Fuerteventura-Canarias va ser un equip ciclista professional espanyol que competí professionalment el 2007. L'equip tenia la categoria d'equip professional continental, per la qual cosa participava en les curses dels Circuits Continentals.
Va néixer a partir de l'estructura del Comunitat Valenciana i els seus patrocinadors principals van ser la Conselleria de Turisme del Govern de Canàries i el Cabildo de Fuerteventura.

## Classificacions UCI
L'equip participa en les proves dels circuits continentals, en particular de l'UCI Europa Tour.
UCI Europa Tour
| Temporada | Classificació per equips | Millor ciclista en la classificació individual |
| --------- | ------------------------ | ---------------------------------------------- |
| 2007      | 25è                      | Manel Lloret (75è)                             |